# Gnathophyllum circellus
Gnathophyllum circellus är en kräftdjursart som beskrevs av Manning 1963. Gnathophyllum circellus ingår i släktet Gnathophyllum och familjen Gnathophyllidae. Inga underarter finns listade i Catalogue of Life.